# PGC 1214797
LEDA/PGC 1214797 ist eine Galaxie im Sternbild Walfisch südlich der Ekliptik. Sie ist schätzungsweise 581 Millionen Lichtjahre von der Milchstraße entfernt und hat einen Durchmesser von etwa 90.000 Lichtjahren. Vom Sonnensystem aus entfernt sich das Objekt mit einer errechneten Radialgeschwindigkeit von näherungsweise 13.000 Kilometern pro Sekunde.
Gemeinsam mit PGC 11660 bildet sie ein optisches Galaxienpaar.
Im selben Himmelsareal befinden sich unter anderem die Galaxien NGC 1219, PGC 11610, PGC 11639, PGC 11698.